# Institut Max-Planck de génétique moléculaire
L'Institut Max-Planck de génétique moléculaire (en allemand Max-Planck-Institut für molekulare Genetik) abrégé en  MPIMG est un institut de recherche de la Société Max-Planck pour le développement des sciences spécialisé en biologie moléculaire. Il est situé à Berlin-Dahlem.

## Histoire
Le MPIMG remonte à l'Institut Kaiser-Wilhelm d'anthropologie, d'hérédité humaine et d'eugénisme fondé en 1926, dont le département de pathologie héréditaire expérimentale a été repris en 1953 par la Société Max-Planck sous le nom d'Institut Max-Planck de biologie et pathologie héréditaires comparées.
Le premier directeur de cet institut est, de 1953 à 1960, Hans Nachtsheim (de) qui était auparavant, de 1941 à 1945, le directeur de la section de pathologie héréditaire expérimentale de  l'Institut Kaiser-Wilhelm d'anthropologie, d'hérédité humaine et d'eugénisme. De 1960 à 1965, le directeur est Fritz Kaudewitz (de) (1921–2001).
Le changement de nom en Institut Max-Planck de génétique moléculaire a lieu en 1964. Ses premiers directeurs étaient Heinz-Günter Wittmann (de) et Heinz Schuster (de) accompagnés de Thomas Trautner (de). Les trois sections ainsi que les groupes de recherche junior du laboratoire  Otto Warburg déménagent en 1970 dans un nouveau bâtiment. En 1986 ouvre un centre de calcul commun avec l'Institut Fritz-Haber de la Société Max-Planck .
Un institut de recherche en biologie génétique, fondé avec le soutien du Sénat de Berlin et de la société Schering et initialement installé sur le campus du MPIMG depuis 1986, a finalement été déplacé, sous la direction de son directeur Lothar Willmitzer (de) et avec le nom d'Institut Max-Planck de physiologie moléculaire des plantes à Golm près de Potsdam. Le bâtiment d'origine a été incorporé au MPIMG en 2001, lorsqu'il a été libéré par l filiale de Schering qui l'occupait.  

## Départements
L'institut est composé des départements et groupes de recherche suivants : 

### Départements
- Biologie du développement – Bernhard G. Herrmann
- Régulation du génôme – Alexander Meissner
- Bio-informatique – Martin Vingron

### Groupe de recherche
- Développement et maladie  – Stefan Mundlos

### Laboratoire Otto-Warburg
Font partie du laboratoire les groupes de recherche junior (en juillet 2017):
- Epgenomics (Ho-Ryun, Chung)
- Bioinformatique de l'ARN (Annalisa Marsico)
- ARN non codnat long (Ulf Oerom)
- Réseaux de régulation dans les cellules souches (Edda Schulz)
- Transcription naissante & différentiation cellulaire (Andreas Mayer)
- Régulation des gènes et biologie systémique du cancer (Marie-Laure Yaspo)
- Dynamique de la signalisation cellulaire (Zhike Zi)

### Groupes émérites
Groupes de directeurs émérites : Hans Lehrach et H.-Hilger Ropers  

## International Max Planck Research School(IMPRS)
L'Institut coordonne l'école doctorale  IMPRS for Computational Biology and Scientific Computing à laquelle participent également l'Université libre de Berlin et le  CAS-MPG-Partner Institute for Computational Biology de Shanghai. L'interlocuteur pour la IMPRS est Martin Vingron.